# 基什拉茲鄉
47°17′N 22°14′E / 47.283°N 22.233°E
基什拉茲鄉（羅馬尼亞語：Comuna Chișlaz, Bihor），是羅馬尼亞的鄉份，位於該國西北部，由比霍爾縣負責管轄，面積72平方公里，海拔高度130米，2007年人口3,296，人口密度每平方公里46人。